# Cegueira de faixa

Os tamanhos comuns para banners e anúncios

Cegueira de faixa (banner blindness em inglês) é um fenômeno caracterizado pela habilidade (consciente ou inconsciente) de um indivíduo em ignorar propagandas, anúncios, ou qualquer outro elemento visual inclusive fora do ambiente web.
O termo foi criado por Benway e Lane em 1998 como resultado de sua pesquisa de usabilidade na web.
Segundo especialistas, dentre os motivos para a cegueira de faixa, destaca-se o interesse específico em determinada informação, que leva o usuário, baseado em suas experiências anteriores, a focar, mesmo que inconscientemente, nas regiões onde crê que a informação estará. Consequentemente, todo o resto é ignorado mesmo que apresente destacadamente a informação desejada.

## A Pesquisa de Benway e Lane

### Método
A pesquisa se deu através de dois experimentos, utilizando pessoas reais acessando páginas especificamente desenvolvidas, que simulam páginas reais, com até 4 níveis de profundidade hierárquica, apresentando diversos modelos de banners, anúncios, inclusive links destacados, e links de texto puro.

### Resultados Observados
- Alguns usuários dirigiram-se aos anúncios apenas quando não obtiveram êxito na busca por informações de outra maneira. Nos demais casos, os anúncios foram completamente ignorados[4];
- Uma pequena quantidade de animações agrupadas em determinada região não diminuiu os efeitos da cegueira[4];
- Os efeitos da cegueira são muito mais fortes quando os usuários procuram por links específicos; neste caso, a cegueira não se restringe apenas a publicidade, mas ocorre sobre todos os links destacados, inclusive os de textos simples, mesmo que não possuam aparência de anúncios (banner). Os usuários simplesmente os ignoraram[4].

### Conclusão
Em sua pesquisa, Benway e Lane, concluíram que através de experiências anteriores, o cérebro elabora modelos mentais e cognitivos que identifica os elementos visuais considerados irrelevantes pelo usuário marcando-os como pontos cegos. Desta forma os usuários tendem a ignorar faixas coloridas e grandes, com texto ou imagem, animadas ou não, mesmo que estas possuam informações de interesse do usuário. Porém isto não contradiz necessariamente os resultados do estudo de Briggs e Hollis, Tedeschi, e outros, que demonstram que anúncios em banners são eficazes. Mas demonstra que os usuários estão menos propensos a perceberem e clicarem em banners ou anúncios do que em links relevantes ou itens de menus.